# Pachytodes orthotrichus
Pachytodes orthotrichus är en skalbaggsart som först beskrevs av Plavilstshikov 1936.  Pachytodes orthotrichus ingår i släktet Pachytodes och familjen långhorningar. Inga underarter finns listade i Catalogue of Life.